# Аксинин, Александр Дмитриевич
Александр Дмитриевич Аксинин (2 октября 1949, Львов — 3 мая 1985, Львовская область) — украинский советский художник-график, живший во Львове (УССР). Высочайшая техника офорта, скрупулёзная проработка деталей и визуально-интеллектуальная компонента снискали ему имя «львовского Дюрера». Художника также называли «Пиранези XX века» за его драматичные и досконально выстроенные конструкции.

## Биография
Родился в семье военного картографа Дмитрия Петровича Аксинина (1927—2005) и Людмилы Ефимовны (ур. Нестеровой, 1923—2000), служащей железной дороги. В 1956—1966 годах Александр учился в престижной 52-й средней школе. Уже в детские годы проявилась его художественная одарённость, и в 1963—1966 годах, параллельно с общеобразовательной школой, он посещал вечернюю художественную школу; сохранились его многочисленные рисунки тех лет.
В 1967—1972 годах Александр учился в Украинском полиграфическом институте им. Ивана Федорова по специальности «Графика», специализация «Оформление и иллюстрация книги». По окончании института он несколько месяцев до призыва в армию работал художественным редактором во Львовском областном управлении по делам издательств, полиграфии и книжной торговли. С мая 1973 года по май 1974 года Александр проходил военную службу, сначала несколько месяцев в городе Броды, а затем во Львове, куда был направлен для участия в оформлении экспозиции Музея войск Прикарпатского военного округа.
С 1974 года Аксинин работал художником-дизайнером в художественном отделе проектно-конструкторского бюро министерства лёгкой промышленности. В 1977 году он оставил официальную службу и занялся исключительно творчеством как свободный художник. Квартира Аксинина и его жены, писательницы и художницы Энгелины (Гели) Буряковской (1944–1982), стала одним из центров львовского неформального искусства, здесь же проводились и первые квартирные выставки.
Аксинин дружил и общался с художниками стран Балтии, прежде всего, с Тынисом Винтом, с которым его связывало глубокое творческое взаимопонимание, а также Стасисом Эйдригявичусом, Велло Винном, Маре Винт, Владимиром Макаренко. Он также поддерживал связи с польскими художниками – Станиславом Фиалковским,  Анджеем Струмилло, Войцехом Якубовским. Александр и Геля были хорошо знакомы с андеграундом Москвы и Ленинграда — художниками, искусствоведами, поэтами, которые творили за пределами официального искусства, в частности, с Дмитрием Приговым, Виктором Кривулиным, Ильёй Кабаковым, Оскаром Рабином, Эдуардом Гороховским, Всеволодом Некрасовым, Генрихом Сапгиром. 
В 1981 году Александр пишет свою лаконичную автобиографию для статьи В. Кривулина . В ней он сознательно разделяет и противопоставляет свою внешнюю и внутреннюю жизнь, и факты сочетаются с его художественным и метафизическим опытом:

В 1949 году вроде бы русский человек родился во вроде бы европейском городе Львове.

Православный. 

1972 год - диплом Полиграфического института, по специальности график.

1977 год - 1-е откровение с сопутствующим ощущением времени. 

1981 год - 2-е откровение с сопутствующим ощущением вечности. 

1979 год - первая персональная выставка в Таллине. 

1981 год - вторая в Польше.

Всё.
3 мая 1985 года, возвращаясь из Таллинна, Александр Аксинин погиб в авиакатастрофе над Золочевым, недалеко от Львова. Похоронен на Яновском кладбище .

Работы А. Аксинина находятся в музейных и публичных собраниях, а также частных коллекциях во многих странах мира. В 2015-2020 годах офорты серии «Босхиана» были выставлены в постоянной экспозиции Арт-центра Иеронима Босха. Хертоненбос, Нидерланды. 
Офорты Аксинина были дважды награждены (в 1979 и 1985 годах) Почётными медалями международной биеннале [«Малые формы графики»] в Лодзи. В 1981 году экслибрис для библиотеки Любиньского Аббатства ордена бенедиктинцев был признан лучшим на конкурсе, посвящённом 1500-летнему юбилею святого Бенедикта. В 1990 году  А. Аксинин награждён почётным призом жюри международной биеннале графики «Интердрук ’90» во Львове.
Художник включён в UU#Lviv - Архив неформального украинского искусства второй половины XX века.

## Творчество
Аксинин начинал с рисунков акварелью и тушью, он также ксерокопировал и колорировал свои черно-белые рисунки. В 1974 году он сделал первый офорт, и с тех пор эта печатная техника стала для него главной.
Аксинин создал 343 офорта (не считая большого количества вариантов их печати и оформления), около 200 листов нетиражной графики (рисунков акварелью, тушью и гуашью, в том числе выполненных на оттисках офортов), и пять живописных работ. Цвет в работах художника (колорированные офорты и работы нетиражной графики) служит графическим, а не живописным целям.
27 томов записей и набросков художника 1965—1985 годов включают более 200 проработанных для офортов эскизов и большое количество рисунков-идей, которых хватило бы на многие годы творческой деятельности. Татьяна Билинская-Сипер, близкий друг и архивист творчества А. Аксинина, сохранила и упорядочила его художественное наследие и личный архив.
О работах Аксинина трудно говорить вне той литературы, которую читал художник и люди, окружающие его. Свифт, Достоевский, Кафка, Борхес и Хлебников были для него учителями не в меньшей степени, чем Босх, Брейгель, Дюрер, Клее, Эшер, Кирико и Малевич.
Среди печатной графики — серии офортов по мотивам «Алисы в Стране чудес» (1976—1977) и «Путешествия Гулливера» (1977—1978), а также визуальная интерпретация гексаграмм древнекитайской «Книги перемен» (1984—1985). В этих сериях Аксинин превращает часто тексты в часть изображения. Он «вводит в свои работы предметный ряд, который символически должен воспроизвести не какую-либо часть текста, но дать образ текста в целом, служить знаком, матрицей иллюстрируемого словесного произведения» [3].
Аксинин был знаком не только с мировой литературой, исследованиями по семиотике и культурологии, но и с философскими текстами (как классическими — от Платона до Г. Гегеля, так и современными — Р. Ингарден, Э. Гуссерль, М. Фуко и др.), по немногим тогда доступным, главным образом, обзорным материалам и самиздату. В его дневниках часто встречаются как выписки из философской литературы, так и его собственные ассоциации и размышления по поводу созвучных мыслей и отдельных моментов теорий. Глубокое переосмысление на основе собственных представлений и соединение резонирующих концепций с его собственным пониманием, мироощущением и внутренним опытом сформировало особое интроспективно-мистическое мышление художника. Это мышление и проявлялось в его художественной практике — проблематике его работ и подходах к осмыслению и визуально-пластической интерпретации понятий времени, пространства, бесконечности и других. Такая концептуальная насыщенность придавала особую глубину его работам, добавляя дополнительный уровень интеллектуальных аллюзий, образных и дискурсивных, благодаря вкраплениям текста в работы, отсылок к философской проблематике.
Организация его работ — многослойна и многоуровнева, начиная от внешнего визуально-пластического ряда, который и сам может быть построен иерархически. Этот ряд обогащается смыслами и значениями явных и скрытых знаков, символов и текстов, подводящих не только к внешнему визуальному, но и часто тоже не легко распознаваемому и читаемому внутреннему содержанию его работ. Такое многослойное погружение требует активной роли зрителя; глубина понимания и восприятия творчества Аксинина зависит от готовности зрителя к осмыслению сложной визуально-семантической конструкции практически каждой работы художника. «Для внимательного зрителя, который захочет углубиться в необычный мир его творчества, это станет необычным интеллектуальным и эмоциональным приключением» [5].
Тынис Винт подчёркивал, что все работы Аксинина «имеют законченную и воплощенную конструкцию, доведенную до иконной ясности. И если ты способен проникнуть в тайну их замысла, то они готовы открыть перед тобой смысл своих посланий… Цифровые ритмы центрального образа, композиционная динамика, иерархия смысловых уровней — код и основные правила игры в творчестве Александра Аксинина» [6].
При этом работы художника не превращаются в умозрительные и выхолощенные концептуальные структуры, а напротив, визуально «полнокровны», их изобразительная плоскость основывается на особом построении пространства и своеобразном представлении предметной действительности . Отмечая визуальные особенности лучших работ А. Аксинина, искусствовед Дмитрий Шелест назвал такие характерные  черты как «филигранность линии, тончайшая проработка деталей, торжественная симметрия построений, сложность плановых и перспективных решений, рафинированный контраст темного и светлого, ритмизация общего тонального решения» [8].
Творчеству Аксинина посвящены ряд исследований и статей в научных изданиях, в первую очередь в междисциплинарном журнале «Симпозиум. Studia Humanitatis». В трёх выпусках этого издания в разделе «In Memoriam» были опубликованы обширные материалы (вступительный текст и редакция И. Введенского) — статьи о творчестве А. Аксинина, философско-эстетические тексты из его дневников и воспоминания о жизни художника..

## Выставки
С 1974 года Аксинин участвовал в групповых выставках; в 1979 г. его первая персональная выставка была организована в Таллинне при содействии художника Т. Винта. В начале 1980-х поэт В. Кривулин помог провести несколько «квартирных» выставок художника в Ленинграде и Москве. 
Подробная информация о всех персональных и групповых выставок приведена на сайте художника.

### Основные персональные выставки
- 2024 — «Миры Александра Аксинина». Stedley Art Foundation, Киев, Украина
- 2023 — «Необычные королевства | Александр Аксинин: Украинский мастер графики». Тель-Авивский музей изобразительных искусств, Тель Авив, Израиль
- 2017 — «Лабиринты Аксинина».  Национальный художественный музей Украины, Киев, Украина
- 2014 — «Александр Аксинин. Метаграфика: Опыт познания». Львовская галерея искусств, Львов, Украина
- 2013 — «Поэтика Абсурда», Галерея la Brique, Франкфурт-на-Майне, Германия
- 2012 — «Метаграфика: Александр Аксинин». Галерея Pionova, Гданьск, Польша
- 2010 — «Александр Аксинин». Государственный центр современного искусства, Москва, Россия
- 2009 — «Александр Аксинин: Внутренний опыт». Галерея Примус, Львов, Украина
- 2008 — «Время —Пространство —Вечность». Государственный музей А. С. Пушкина на Арбате, Москва, Россия (Видео на YouTube)
- 2006 — «Александр Аксинин. День Р». Музей современного изобразительного искусства на Дмитровской. Ростов-на-Дону, Россия
- 2001 — «Офорты Александра Аксинина». Галерея Дзыга. Львов, Украина (Видео на YouTube)
- 1992 — «Выставка графики А. Аксинина» в рамках проекта «Артмиссия». Центральный дом художника. Москва, Россия
- 1991 — «Александр Аксинин». Музей русского искусства. Киев, УССР
- 1987 — «Выставка графики А. Аксинина». Музей украинского искусства. Львов, УССР
- 1985 — «Александр Аксинин». Художественный салон. Таллинн, ЭССР
- 1984 — «А. Аксинин. Малые формы графики». Галерея современного советского искусства. Варшава, Польша
- 1981 — «А. Аксинин. Графика». Галерея Балуцка. Лодзь, Польша
- 1979 — «Выставка графики А. Аксинина». Государственный художественный институт Эстонии. Таллинн, ЭССР

## Видеоматериалы
- Аксинин: Книга Перемен на YouTube. Видео-арт Екатерины Суеваловой, 2001
- Прошение в июне на YouTube. Видео-арт Ильи Гиммельфарба, Бориса Бергера и Сергея Кузьминского («Кузи»), 2003
- А. Аксинин в фотографиях и слайдах: Львов-Таллинн, 1970-е - 80-е на YouTube. Слайдшоу Михаила Зелена, 2009
- Фарфоровый И Цзин на YouTube. Видеоинсталляция Бориса Бергера, 2009
- Акварели Александра Аксинина на YouTube. Слайдшоу Михаила Зелена, 2012
- Аксинин: Сузанна и старцы на YouTube. Видео-слайд-коллаж Игоря Введенского, 2013
- Отчеты о Прецедентах-Вечность на YouTube. Видео-слайд-коллаж Игоря Введенского, 2013
- Мандала на YouTube. Видео-арт и музыка Романа Якуба, 2014